# Sinn (Assia)
Sinn è un comune tedesco di 6 511 abitanti situato nel land dell'Assia.